# Jean Mondielli
Jean Baptiste Pierre Mondielli (* 13. September 1882 in Béziers; † 31. Mai 1955 in Nizza) war ein französischer Pentathlet und Säbelfechter.

## Karriere
Jean Mondielli nahm an den Olympischen Spielen 1920 in Antwerpen teil, bei denen er im Modernen Fünfkampf am Ende den 19. Platz belegte. Im Fechten erreichte er mit der Mannschaft die Finalrunde, die er gemeinsam mit Jean Lacroix, Marc Perrodon, Jean Margraff, Henri de Saint Germain und Georges Trombert hinter Italien auf dem zweiten Rang beendete und somit die Silbermedaille gewann.